# 양홍옥
양홍옥(梁紅玉, 1102-1135)은 금송전쟁 시기에 활약한 송나라의 여장군이자 한세충의 아내로, 진양옥, 하옥봉 및 전설적인 화목란과 함께 중국에서 가장 유명한 여전사 중 한 명이다. 그녀의 실제 이름은 시간이 지나면서 사라져 정사에서 단순히 "양부인"(梁氏)으로 언급되었으며, 중국어로 "붉은 옥"을 의미하는 홍옥(红玉)은 1135년 그녀가 전투에서 영웅적으로 사망한 후 민속 전설, 중국 경극, 소설에 주어진 이름이다.

## 생애

### 유년기
양홍옥의 아버지는 변방의 군대 지휘관이었으며, 그곳에서 송나라는 금나라의 위협을 점점 더 많이 받고 있었다. 그는 양홍옥에게 무술을 가르쳤으며,
그녀의 발은 묶이지 않았다. 그녀는 무술의 달인으로 알려졌는데, 기록에서도 그녀가 엄청난 힘을 가진 여성이자 궁술의 달인이었다고 기록하고 있다.
어느 시점에서 그녀는 중요한 전투에서 패배한 아버지의 처벌로 인해 여성 노예로 일할 수 밖에 없었다. 일부 사료에 따르면 그녀의 노예 노동은 현대 여성 레슬링 선수와 비슷한데, 송나라 시대에 여자 씨름은 대중적인 스포츠로 송나라 황제들이 공개 시합에서 여자 씨름을 하는 모습을 보기까지 했다. 대부분의 여성 레슬링 선수는 남성 복장을 하고 경기 중에 들보만 입고 있었다. 이 스포츠는 명대에 음란하다고 여겨져 금지되었는데, 이에 대해 레슬링을 음란한 스포츠로 여기던 명나라의 일부 역사가들이 그녀의 위치를 매춘으로 잘못 해석했다고 일부 현대 역사가들은 주장하고 있다.
경력의 특정 시점에서 그녀는 남편 한세충을 만났지만 정확히 어떻게 만났는지에 대해서는 기록마다 다르다. 가장 믿을 수 있는 것은 그녀가 한세충이 이끄는 군대를 접대하던 연회에서 그를 만났다는 것이다. 한세충은 부하들을 이끌고 중국 남부에서 반란을 진압했고 반란 지도자 팡라를 직접 체포했지만, 한세충의 상관은 그의 전공을 훔쳤고 그는 이를 매우 불쾌하게 여겼으나 이 사건의 진실을 안 양홍옥은 한세충의 승리에 감탄하였다. 그녀는 노예 해방을 위해 충분한 돈을 모아 자유를 얻은 후 한세충의 두 번째 아내가 되었다.
곧 송나라에 대한 여진족의 전면적인 침략이 시작되면서 한세충이 여진족과 싸우기 위해 군대를 조직하자 그녀는 남편이 이끄는 군대의 장군으로 복무했다.

### 송 황제를 복원하다
한세충과 양홍옥의 군대는 정강의 변으로 송이 수도와 중국 북부를 금에게 빼앗긴 후 금에 대항하는 주력 부대의 일부가 되었다. 정강의 변 이후 고종 황제가 중국 남부에 송 정부를 재건하며 남송 정권이 수립되었으나 1129년 남송에서 쿠데타가 일어나 고종(高宗)이 인질로 잡혀 퇴위했다. 당시 한세충은 최전선에서 군대를 이끌고 있었으며, 양홍옥은 남편을 강제로 항복시키려는 의도를 품은 반군에 의해 가택연금되었다. 그녀는 고종의 충성파와 협력하여 반란의 지도자를 오도하여 그녀를 전령이자 남편에게 선의의 표시로 풀어주도록 하는 계획을 세웠으며, 자유를 얻은 그녀는 즉시 남편에게 말을 타고 반군이 변호한 사실을 남편에게 알렸다. 이를 통해 한세충은 쿠데타를 진압하고 황제 고종을 복원할 수 있었으며, 그 후 그녀는 남편의 직급과는 무관한 호족(護國夫人)이라는 명문을 받았는데, 대부분의 중국 귀족 여성이 남편을 통해 지위를 얻었다는 것을 고려하면 이는 중국 역사상 이례적인 사례였다.

### 황천탕 전투
1129년 여진족이 다시 항주를 침공하여 쿠데타가 진압되었을 때, 양홍옥과 한세충은 군대를 이끌고 금나라 군대가 고국으로 돌아가는 길에 복병을 배치하면서 장강에서 황천탕 전투가 일어났으며, 이때 양홍옥은 북으로 병사들을 지휘할 계획을 세웠다. 전투가 시작되자 송군은 여진군 측의 수적 우세로 인해 밀려났지만, 양홍옥이 투구와 갑옷을 던지고 북을 두들겨 적진을 향해 돌격을 이끈 것이 전투의 전환점이 되었으며, 화염방사기로 불을 뿜을 수 있는 중국의 "호랑이 배"는 많은 금 함선을 파괴했고 그녀는 북을 치면서 그들을 지휘하였다. 여진족은 한 달 이상 갇혀 있다가 배신자가 중국 포위망의 약점을 드러낸 덕분에 간신히 탈출할 수 있었지만 큰 손실을 입었다.

### 말년
1135년에 한세충은 무릉 안화(武寧安化軍節度使)의 절도사로 임명되었다. 양홍옥과 그녀의 남편은 저주의 요새를 재건하고 방어를 강화하는 동시에 가옥을 재건하고 밭을 가꾸는 일을 하였다.

## 같이 보기
- 한세충
- 진양옥
- 화목란

## 참고 문헌
- Kang-i Sun Chang; Haun Saussy, 편집. (2000). 《Women Writers of Traditional China: An Anthology of Poetry and Criticism》. Stanford University Press. ISBN 978-0804732314.
- Barbara Bennet Peterson; He Hong Fei; Wang Jiyu; Han Tie; Zhang Guangyu, 편집. (2000). 《Notable Women of China: Shang Dynasty to the Early Twentieth Century》. M E Sharpe. ISBN 978-0765605047.
- Louise P Edwards (2001). 《Men and Women in Qing China: Gender in the Red Chamber Dream (Sinica Leidensia)》. University of Hawaii Press. ISBN 978-0824824686.